# Paljike (Fojnica, BiH)
Paljike su naseljeno mjesto u općini Fojnica, Federacija Bosne i Hercegovine, BiH.
Nalazi se oko 10 kilometara zapadno od Fojnice ispod Prokoškog jezera na oboncima planine Vranice.

## Stanovništvo
Iseljavanje iz Paljika je počelo nakon drugog svjetskog rata uglavnom u Slavoniju. 

### 1991.
Nacionalni sastav stanovništva 1991. godine, bio je sljedeći:
ukupno: 26
- Hrvati - 26

### 2013.
Na popisu stanovništva 2013. godine bilo je bez stanovnika.

## Vanjske poveznice
- Satelitska snimka  Arhivirana inačica izvorne stranice od 25. veljače 2021. (Wayback Machine)